# 京王電気軌道300形電車
京王電気軌道300形電車（けいおうでんききどう300がたでんしゃ）は、現在の京王電鉄京王線に相当する路線を運営していた京王電気軌道が、1936年（昭和11年）に製造した電車である。

## 概要
1936年に日本車輌製造（日車）東京支社で301 - 306の6両が製造された。

### 車体
車体そのものは、1933年（昭和8年）製の125形や1934年（昭和9年）製の200形と同じく、ドアが車体端に配置された2扉車だが、乗降扉幅が拡大されて1,000 mm幅になった。それ以外の外観の相違点は、乗務員室の小窓がやや小さくなっていること、当初から全周に雨樋を装備しており、ドア横には竪樋が露出している点がある。
それ以外はそれまでの車両と共通で、Hポールで仕切られた乗務員室を持つ14メートル級の両運転台車、窓配置は1D(1)9(1)D1（D：客用扉、(1)：戸袋窓、数字：窓数）、ヘッドライトは前面窓下に配置、正面幕板には方向幕が設けられている。
当時の京王電軌は、新宿駅付近などに道路上に軌道を敷設した併用軌道区間があったため、本形式もその例にもれず、軌道法の規定に則り、車体前面には歩行者巻き込み事故防止用の救助網、客用ドアはステップが1段、更に路面区間用低床ホーム対応の可動ステップ1段を装備していた。ドアは手動扉であるが、ステップは別途ステップエンジンを持っていた。

### 主電動機
京王線中型車共通で、イングリッシュ・エレクトリック (E.E.) 社が設計したDK-31を、東洋電機製造でライセンス生産したTDK-31Nを吊り掛け式で各台車に2台、計4台搭載する。

### 制御器
125形と同様に三菱電機製のHL電空単位スイッチ式手動加速制御器を各車に搭載する。制御段数は直列5段、並列4段で弱め界磁は搭載されていない。
なお、制御電源は架線からの600V電源をドロップ抵抗で降圧して使用する。このため本形式は電動発電機等の補助電源装置を搭載せず、前照灯や室内灯もドロップ抵抗の併用や回路を直列接続とするなどの処置により600V電源で動作するようになっている。

### ブレーキ
連結運転を実施するため、中型車共通の非常弁付き直通ブレーキ (SME) を搭載する。

### 台車
200形と同じく、弓型イコライザー型台車である汽車会社製KS-3を使用している。主電動機4個装備のため、2個モーター車に比べ基礎ブレーキ機能が強化されていた。

### 集電装置
三菱電機製S-600を1基、新宿側に搭載している。このパンタグラフはサイズ自体は200形が装備した東洋電機製C-5-Aと比べ大きかったが、150形や125形が装備した三菱電機製S-514パンタグラフよりも軽量化が進められたものであった。

## 沿革
1940年（昭和15年）に1,100 mm幅の中扉が増設され3扉車となっている。中扉は窓二枚分をつぶして設置されたが、本形式はドア間の窓が11枚のため、新宿側より1D(1)3D(1)3(1)D1と中央扉が車体中央からずれた位置に設置された。またこの年に新造された400形は当初制御車として投入されたため、主電動機4個装備の本形式が、同形式を新宿向き先頭車として連結して運用した。
1943年（昭和18年）に片運転台化の改造がされた。
1944年（昭和19年）に京王電気軌道が東京急行電鉄（大東急）に統合される際、京王は車番を2000番台とすることになり、元番号に2000をプラスしてデハ2300形2301 - 2306に改番された。

### 戦災復旧
デハ2304、2305は1945年（昭和20年）5月25日の空襲で焼失。焼損したまま高幡不動検車区で休車になっていたが、1948年（昭和23年）6月の京王分離後の1949年（昭和24年）に他の被災車6両とあわせて、台枠を残して車体を桜上水工場で解体し、その台枠に日車東京支社が新造車体を構築して1949年5月に片運転台・八王子向き先頭車として復旧した。この車体は左側半室運転台で乗務員室扉が設けられ、パンタグラフは運転台のある八王子向きに搭載、窓配置はdD4D4D1となっている。
また後述する長編成化を見据え、ブレーキ装置を元空気だめ管式自動空気ブレーキ（AMM-R）に変更し、ドアエンジンも装備していた他、パンタグラフもPS13に変更していた。

### 長編成化と付随車化
非戦災車も戦後はヘッドライトの屋根上への移動や、方向幕の廃止、ドアステップの撤去、パンタグラフのPS13への変更が順次進められ、特に1950年（昭和25年）から1951年（昭和26年）にかけては、ブレーキシステムをSME直通ブレーキからAMM自動空気ブレーキへ変更、制御連動式ドアエンジンを設置するなどの3両編成対応工事（三編工）が施工された。ドアステップの撤去後、ほぼ同型の車体を持つデハ2125やデハ2200はステップ跡の裾の下がった部分がカットされなかったが、デハ2300はその部分がカットされたため、外見上区別できる差異が発生した。

### 付随車化・スモールマルティー(t)への改造
1960年代に入り京王線1500V昇圧への準備が進められる中、本形式も含め中型車は昇圧工事の対象外となった。同時に、新造される2010系の付随車「スモールマルティー」 （○の中に小文字t。以後(t) と略す）に改造するという施策が始められた。
戦災で車体を新造していた車両から改造が始められ、デハ2304と2305は1960年（昭和35年）1月と3月に相次いで(t)化改造された。このサハの形式名が「サハ2500」となった関係で、番号が重複するデハ2500形のうち、(t)に改造されなかった2504がデハ2307として本形式に編入されたが、デハ2301 - 2303と2306も1962年（昭和37年）9月には(t)化され、京王電軌300形をルーツとする電動車デハ2300形は消滅した。
- デハ2301　→　サハ2509
- デハ2302　→　サハ2510
- デハ2303　→　サハ2511（初代）
- デハ2304　→　サハ2552[15]
- デハ2305　→　サハ2553
- デハ2306　→　サハ2512（初代）

### 終焉
昇圧対策で(t)化された6両は、2700系改造による大型サハ「ラージマルティー」(T) で代替されることとなった。1966年（昭和41年）12月にサハ2511・2512、1967年（昭和42年）3月にサハ2509・2510が廃車となり、車体の新しかったサハ2552と2553は最後まで残った(t)となったが、1968年（昭和43年）12月に廃車となった。
編入車のデハ2307は(t)に改造されることなく、1962年12月に更新名義でサハ2573が新造され廃車となっている。
廃車後はいずれも解体されており、現存するものはない。

### 書籍
- 鈴木洋『【RM LIBRARY 111】京王線14ｍ車の時代』株式会社ネコ・パブリッシング、2008年11月1日。ISBN 978-4-7770-5245-5。
- 宮下洋一 編『鉄道車輌ガイド Vol.30 京王帝都のグリーン車』株式会社ネコ・パブリッシング、2019年5月1日。ISBN 978-4-7770-2350-9。

### 雑誌記事
- 合葉博治「車両形態の変遷　-京王線70年・井の頭線50年の流れをたどる-」『鉄道ピクトリアル』第422号、電気車研究会、1983年9月、77-81頁。
- 向山真司「京王線中型車の素顔」『鉄道ピクトリアル』第422号、電気車研究会、1983年9月、86-92頁。
- 『鉄道ピクトリアル アーカイブスセレクション9 京王電鉄 1950-60』、鉄道図書刊行会、2005年8月。
  - 京王帝都追想、1-5頁
  - 1950-60 京王帝都　沿線点描、13-27頁
  - 京王帝都車両アルバム 1950～60、28-36頁
  - 飯島正資「私鉄車両めぐり　京王帝都電鉄」（『鉄道ピクトリアル』第45号、第46号より再録）、44－55頁
  - 京王帝都レールファンクラブ「私鉄車両めぐり(72)　京王帝都電鉄　補遺」（『鉄道ピクトリアル』第197号より再録）、106-118頁
  - 読者短信に見る京王電鉄の記録 1950-1960、144-153頁